# Měčín
Měčín là một thị trấn thuộc huyện Klatovy, vùng Plzeňský, Cộng hòa Séc.